# Ilustrator
Ilustrator je grafični mojster-umetnik, ki se ukvarja z zapletenim opisovanjem in vizualnim opremljanjem tekstovne vsebine.  Ilustracija je lahko namenjena za prikaz kompliciranih konceptov ter objektov, ki jih je težko opisati zgolj s tekstom, lahko pa je uporabljena tudi v zabaven namen, npr.  na razglednicah, kot  čestitkah, kot notranja (grafična) oprema knjig, revij in časopisov ter tudi v oglaševalski industriji ter na postrih ter raznih plakatih.
Večina sodobnih ilustratorjev posveti svoje življenjsko delo ilustracijam za uporabo v otroških knjigah, časopisih in revijah ter v oglaševalski industriji. Pri tej stroki dominirajo umetniki, ki se poslužujejo peresa ter črnila ter airbrushev.
Računalniki so drastično spremenili ilustratorsko produkcijo in tako se danes največ komercialnih ilustracij producira ravno po tej poti.
Ne glede na to, so tradicionalne ilustracije še vedno zelo popularne, še posebej na področju knjižne ilustracije. Akvarel, oljno slikarstvo, pasteli, lesorez ter linorez, pero in črnilo so nekatere od tradicionalnih tehnik, ki so bile uspešno uporabljene v tej zvrsti umetnosti.
Da bi postali ilustrator, načeloma ne potrebujemo formalnih kvalifikacij, ne glede na to pa je večina ilustratorjev le obiskovala katero od umetniških šol ali fakultet, kjer so se izučili v drugačnih slikarskih in risarskih tehnikah. Umetniške fakultete in šole danes ponujajo posebne usmeritve posebej za študij ilustracije.
Veliko ilustratorjev je svobodnih umetnikov, zaposlenih pri založnikih (časopisov, knjig in revij) ali pri oglaševalskih agencijah. Večina znanstvenih ponazoritev v obliki ilustracije ter tehničnih ulustracije je znana pod imenom informacijska grafika. Med največjimi specialisti informacijske grafike so ilustratorji, ki delajo za medicino in ilustrirajo človeško anatomijo, njihovo delo pa po navadi odraža večleten študij risbe v umetnostnem in medicinskem smislu.

## Združenja in organizacije
- Slovenski ilustratorji
- Portal ilustracijske novice
- Društvo ilustratorjev
- Društvo pisateljev in ilustratorjev otroške literature
- Društvo ilustratorjev v San Franciscu
- Društvo ilustratorjev v Los Angelesu
- Ilustratorska zbornica Amerike
- AIIQ - l’Association des Illustrateurs et Illustratrices du Québec Arhivirano 2012-01-12 na Wayback Machine.
- Zveza ilustratorjev v Koloradu